# Lee Brilleaux
Lee Collinson, mais conhecido pelo apelido Lee Brilleaux (10 de maio de 1952 - 7 de abril de 1994) foi um músico sul africano fundador da banda de rock Dr. Feelgood.

## Biografia
Brilleaux nasceu em Durban, África do Sul, sua família se mudou para Canvey Island, Inglaterra quando ele tinha 13 anos. Em 1971 juntamente com Wilko Johnson formou o Dr. Feelgood. Ele era vocalista da banda, ocasionalmente tocava harmónica e guitarra. Suas principais influências eram músicos de blues dos Estados Unidos como Howlin' Wolf, John Lee Hooker, Muddy Waters e Elmore James. Após diversas mudanças de integrantes na banda em 1984 Brilleaux acabou como o único membro original remanescente.
Após algum tempo lutando contra um câncer, Brilleaux morreu em sua casa aos 41 anos no dia 8 de abril de 1994. Mesmo após sua morte, a banda continuou tocando com um outro vocalista, tendo inclusive gravado discos e feito turnês pela Europa. Todos os anos a banda organiza um evento em homenagem à Brilleaux e seu legado.

## Citações
| “ | You don't have to be a musician to play rock 'n' roll. You've just got to love it and want to play it. | ” |

Lee Brilleaux
| “ | People don't talk about an orchestra and say, 'Oh. Are ya still playing that fucking old Beethoven stuff?' Why should they say the same to us? | ” |

Lee Brilleaux (1976)